# Valiano Natali

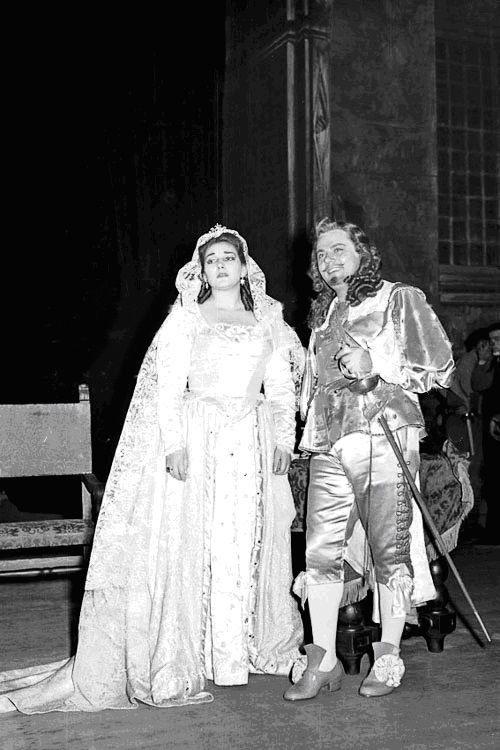

Valiano Natali (Agliana, 1918 – Pietrasanta, 30 marzo 2000) è stato un tenore italiano.

## Biografia
Era figlio di Guido e Giovanna Lunardi e, quando aveva sette anni, si trasferì con la famiglia nella vicina Prato.
Iniziò la sua carriera come cantante pop. Grazie al suo talento vocale, venne notato per la prima volta nel locale alla moda della vita notturna Caffè Margherita, a Viareggio, durante un festival di canto. Nella stessa località balneare incontrò Maresca Bacci, una ragazza fiorentina che sarebbe diventata la sua inseparabile compagna di vita. Si trasferirono a Firenze e si sposarono nel 1942.
Dopo la seconda guerra mondiale Natali, che nel frattempo aveva abbracciato l'opera, vinse un concorso al Maggio Musicale Fiorentino, che gli consentì di lanciarsi in una brillante carriera che lo avrebbe presto portato a cantare in tutti i principali teatri accanto ai grandi protagonisti dell'opera dell'epoca, come Mario Del Monaco, Giuseppe Di Stefano, Tito Gobbi e Maria Callas.
Con Callas e Di Stefano, nel 1953, al Teatro Comunale di Firenze, cantò la parte di Arturo in Lucia di Lammermoor, diretta dal maestro Franco Ghione. Nello stesso anno, sempre con Callas e Di Stefano, registrò l'opera, diretta dal maestro Tullio Serafin, poi rimasterizzata.
Nel 1955 il tenore assunse il ruolo di Cassio in Otello di Giuseppe Verdi al Teatro Carlo Felice di Genova. Nel 1956 era nel cast di Macbeth all'Opera di Roma.
Al culmine della sua carriera, quando era ricercato dalle principali produzioni liriche nazionali e internazionali, un grave incidente automobilistico lo costrinse a fermarsi per diversi mesi. Quando si riprese, rimase claudicante per il resto della sua vita. A causa delle sue condizioni fisiche, dovette accontentarsi di parti secondarie. Nonostante ciò, continuò ad essere attivo al Teatro Comunale di Firenze. Qui continuò a prendere parte a rappresentazioni di opere fino alla fine degli anni '70, per esempio, fece parte del cast di Un ballo in maschera, di Giuseppe Verdi, per le stagioni 1965-66, 1971-1972 e 1973-1974, in quest'ultima sotto la direzione del maestro Riccardo Muti.
Una volta abbandonato il palco, Natali si trasferì a Torre del Lago nel 1982, dedicando il suo talento all'insegnamento vocale e entrando nel consiglio di amministrazione del famoso Festival Puccini, che la città bandisce ogni anno. Tra i suoi allievi vi furono il tenore Sauro Casseri e il soprano Mimma Briganti che studiò con Natali dal 1985 al 1992.
Natali morì d'infarto a Pietrasanta, il 30 marzo 2000. La sua tomba si trova nel cimitero di Campi Bisenzio, dove riposa accanto a sua moglie Maresca, morta pochi anni prima.

## Discografia
| Anno        | Registrazione                                          | Artista principale                                                    | Ruolo  |
| ----------- | ------------------------------------------------------ | --------------------------------------------------------------------- | ------ |
| 2010        | Best Callas 50                                         | Maria Callas                                                          | Tenore |
| 2009        | Donizetti : Lucia di Lammermoor                        | Maria Callas                                                          | Tenore |
| 2009        | Maria Callas: le sue più grandi opere                  | Maria Callas                                                          | Tenore |
| 2008        | Giacomo Puccini : La fanciulla del West                | Dimitri Mitropoulos                                                   | Tenore |
| 2007        | Donizetti: Lucia di Lammermoor                         | Maria Callas / Tullio Serafin                                         | Tenore |
| 2007        | Maria Callas, The Complete Studio Recordings 1949–1969 | Maria Callas                                                          | Tenore |
| 2006        | Maria Callas 100 migliori classici                     | Maria Callas                                                          | Tenore |
| 2005        | Divas spagnole                                         |                                                                       | Tenore |
| 2005        | Ciajkovskij: La Dama di Picche                         | Artur Rodziński                                                       | Tenore |
| 2004        | Gaspare Spontini: Agnes di Hohenstaufen                | Franco Corelli / Vittorio Gui                                         | Tenore |
| 2004        | Giordano: Andrea Chenier                               | Giuseppe di Stefano                                                   | Tenore |
| 2002        | Meyerbeer: Roberto il diavolo                          | Nino Sanzogno                                                         | Tenore |
| 2002        | Rossini: La Gazza Ladra                                | Bruno Bartoletti / Gino Orlandini / Flora Rafanelli / Cesare Valletti | Tenore |
| 2001        | Cherubini: Gli Abencerragi                             | Carlo Maria Giulini                                                   | Tenore |
| 1999        | Verdi: Il Trovatore                                    | Montserrat Caballé / Thomas Schippers / Richard Tucker                | Tenore |
| 1989        | Donizetti: Lucia di Lammermoor                         | Maria Callas                                                          | Tenore |
|             | Bellini: I Puritani                                    |                                                                       | Tenore |
|             | Donizetti: Lucia di Lammermoor                         | Maria Callas                                                          | Tenore |
|             | Donizetti: Lucia di Lammermoor                         | Maria Callas                                                          | Tenore |
|             | Donizetti: Lucia di Lammermoor                         | Maria Callas                                                          | Tenore |
|             | Richard Tucker - Il tenore americano                   | Richard Tucker                                                        | Tenore |
| [ 6 ] [ 7 ] |                                                        |                                                                       |        |